# Into the Night
Into the Night – pierwszy singel gitarzysty Carlosa Santany, pochodzący, a zarazem promujący kompilacyjny album muzyka „Ultimate Santana”. W utworze gościnnie wystąpił wokalista rockowej formacji Nickelback Chad Kroeger, który jest autorem tekstu do utworu, oraz zagrał w nim na gitarze akustycznej. Utwór został zamieszczony na 1 pozycji na krążku, trwa 3 minuty i 40 sekund. Na stronie B singla zostały zamieszczone utwory „I Believe It’s Time”, „Curacion (Sunlight on Water)” oraz „Victory Is Won”. Singel ukazał się nakładem amerykańskiej wytwórni Arista. Premiera singla nastąpiła 2 października 2007 roku. Utwór często bywa mylnie kategoryzowany jako utwór zespołu Nickelback, ze względu na śpiew Kroegera który jest autorem tekstu.

## Opis utworu
Jest to druga wspólna piosenka nagrana przez obu muzyków. Pierwsza „Why Don’t You & I” znalazła się na albumie „Shaman” w 2002 roku. Utwór zadebiutował na 26 miejscu na liście Billboard Hot 100, a także na wysokiej 2 pozycji w zestawieniu Canadian Hot 100. Poza tym utwór zajął 4 pozycję w Australii, 5 w Turcji, Włoszech oraz Południowej Afryce. Znalazł się także na 8 miejscu w Hiszpanii. Najwyższą pozycję osiągnął na liście Hot Adult Top 40 Tracks. Singel uzyskał status złotej płyty, przyznanej przez RIAA. (RIAA)

## Teledysk
Do utworu powstał również teledysk. Wystąpił w nim aktor Freddy Rodriguez, oraz aktorka Dania Ramirez. Poza tym w teledysku są ukazani w poszczególnych ujęciach grający na gitarach Carlos Santana oraz Chad Kroeger. Teledysk przedstawia mężczyznę (Freddy Rodriguez) który skacze z dachu gdy widzi taniec dziewczyny (Dania Ramirez). Zakochuje się w niej i zaczyna ją śledzić. Idzie do klubu, gdzie obserwuje jej taniec, a następnie tańczą już razem. Kroeger oraz Santana grają na dachu budynku. W piosence widoczny jest pływ dwóch kultur, Amerykańskiej oraz Hiszpańskiej.

## Lista utworów
Single CD
1. „Into the Night” (Ch.Kroeger – Carlos Santana)
2. „I Believe It’s Time” (Carlos Santana)
3. „Curación (Sunlight on Water)” (Carlos Santana)
4. „Victory Is Won” (Carlos Santana)
5. „Into the Night” (Video)

## Twórcy
- Chad Kroeger – gitara akustyczna, śpiew
- Carlos Santana – gitara elektryczna
- Neal Schon – gitara rytmiczna
- Karl Perazzo – gitara basowa
- Chester Thompson – perkusja

## Pozycje
| Lista (2007-2008)                            | Najwyższa pozycja |
| -------------------------------------------- | ----------------- |
| ARIA Charts\|Australian Singles Chart        | 4                 |
| Austrian Singles Chart                       | 24                |
| Canadian Hot 100                             | 2                 |
| German Singles Chart                         | 19                |
| Italian Single Chart                         | 5                 |
| South African Singles Chart                  | 5                 |
| Spanish Singles Chart                        | 8                 |
| Swiss Singles Chart                          | 49                |
| Turkish Singles Chart                        | 5                 |
| U.S. Billboard Hot 100                       | 26                |
| U.S. Billboard Pop 100                       | 23                |
| U.S. Billboard Hot Adult Top 40 Tracks       | 1                 |
| U.S. Billboard Hot Adult Contemporary Tracks | 20                |